# کاتاویسا کریک
کاتاویسا کریک (به انگلیسی: Catawissa Creek) رودخانهای به‌طول ۶۷٫۳ کیلومتر است که در ایالات متحده آمریکا جریان دارد.